# Nolvik
Nolvik is een plaats in de gemeente Göteborg in het landschap Bohuslän en de provincie Västra Götalands län in Zweden. De plaats heeft 987 inwoners (2005) en een oppervlakte van 87 hectare. De plaats wordt omringd door zowel bos als landbouwgrond. Het Kattegat (zee) ligt ongeveer één kilometer van de plaats en de stad Göteborg ligt circa vier kilometer ten zuiden en ten oosten van Nolvik.